# Akademické mistrovství světa v orientačním běhu 1980
2. Akademické mistrovství světa v orientačním běhu proběhlo ve Švýcarsku ve dnech 16. až 17. července 1980. Centrem závodů AMS byl St. Gallen.
Závodů se zúčastnilo celkem 177 závodníků (103 mužů a 74 žen) z 20 zemí.

## Program závodů
| Den          | Závod       | Centrum závodu |
| ------------ | ----------- | -------------- |
| 16. červenec | jednotlivci |                |
| 17. červenec | štafety     |                |

## Závod jednotlivců (Individual)
| Zkrácené výsledky                            | Zkrácené výsledky                            | Zkrácené výsledky                            | Zkrácené výsledky                            | Zkrácené výsledky                          | Zkrácené výsledky                          | Zkrácené výsledky                          | Zkrácené výsledky                          |
| Muži                                         | Muži                                         | Muži                                         | Muži                                         | Ženy                                       | Ženy                                       | Ženy                                       | Ženy                                       |
| -------------------------------------------- | -------------------------------------------- | -------------------------------------------- | -------------------------------------------- | ------------------------------------------ | ------------------------------------------ | ------------------------------------------ | ------------------------------------------ |
| - Traťové parametry: - Mapa: - 103 závodníků | - Traťové parametry: - Mapa: - 103 závodníků | - Traťové parametry: - Mapa: - 103 závodníků | - Traťové parametry: - Mapa: - 103 závodníků | - Traťové parametry: - Mapa: - 74 závodnic | - Traťové parametry: - Mapa: - 74 závodnic | - Traťové parametry: - Mapa: - 74 závodnic | - Traťové parametry: - Mapa: - 74 závodnic |
| Umístění                                     | Jméno                                        | Čas                                          | Ztráta                                       | Umístění                                   | Jméno                                      | Čas                                        | Ztráta                                     |
| Zlatá medaile                                | Øyvin Thon                                   | 1:26:24                                      |                                              | Zlatá medaile                              | A.-E. Corneliusson                         | 1:10:27                                    |                                            |
| Stříbrná medaile                             | Olle Nabo                                    | 1:29:15                                      | +2:51                                        | Stříbrná medaile                           | Ranghild Teigen                            | 1:12:41                                    | +2:14                                      |
| Bronzová medaile                             | Niklas Bütikofer                             | 1:31:36                                      | +5:12                                        | Bronzová medaile                           | Frauke Bandixen                            | 1:14:44                                    | +4:17                                      |

## Závod štafet (Relay)
| Zkrácené výsledky            | Zkrácené výsledky            | Zkrácené výsledky            | Zkrácené výsledky            | Zkrácené výsledky            | Zkrácené výsledky            | Zkrácené výsledky            | Zkrácené výsledky            |
| Muži                         | Muži                         | Muži                         | Muži                         | Ženy                         | Ženy                         | Ženy                         | Ženy                         |
| ---------------------------- | ---------------------------- | ---------------------------- | ---------------------------- | ---------------------------- | ---------------------------- | ---------------------------- | ---------------------------- |
| - Traťové parametry: - Mapa: | - Traťové parametry: - Mapa: | - Traťové parametry: - Mapa: | - Traťové parametry: - Mapa: | - Traťové parametry: - Mapa: | - Traťové parametry: - Mapa: | - Traťové parametry: - Mapa: | - Traťové parametry: - Mapa: |
| Umístění                     | Jméno                        | Čas                          | Ztráta                       | Umístění                     | Jméno                        | Čas                          | Ztráta                       |
| Zlatá medaile                | Finsko                       |                              |                              | Zlatá medaile                | Norsko                       |                              |                              |
| Stříbrná medaile             | Švédsko                      |                              |                              | Stříbrná medaile             | Norsko                       |                              |                              |
| Bronzová medaile             | Švýcarsko                    |                              |                              | Bronzová medaile             | Švýcarsko                    |                              |                              |